# Villalba (Sizilien)
Villalba ist eine Stadt im Freien Gemeindekonsortium Caltanissetta in der Region Sizilien in Italien mit 1391 Einwohnern (Stand 31. Dezember 2023).

## Lage und Daten
Villalba liegt 50 km nordwestlich von Caltanissetta und 100 km südöstlich von Palermo. Der Name Villalba bedeutet weiße Stadt (wegen der weißgetünchten Häuser). Die Einwohner arbeiten hauptsächlich in der Landwirtschaft und in der kunststoffverarbeitenden Industrie.
Die Nachbargemeinden sind Cammarata (AG), Castellana Sicula (PA), Marianopoli, Mussomeli, Petralia Sottana (PA), Polizzi Generosa (PA) und Vallelunga Pratameno.

## Geschichte
Ein kleiner Ort existierte bereits in arabischer Zeit bis 1175. Der heutige Ort wurde 1753 gegründet.

## Sehenswürdigkeiten
- Pfarrkirche San Giuseppe
- Palast des Barons Palmieri Morillo aus dem 18. Jahrhundert

## Persönlichkeiten
- Calogero Vizzini, genannt Don Calò, Boss der sizilianischen Mafia (Villalba, 24. Juli 1877 – Villalba, 12. Juli 1954)
- Michele Pantaleone, Essayist, Journalist und Politiker (Villalba, 30. November 1911 – Palermo, 12. Februar 2002).
- Vittorina Vivenza (1912–2007), Diskuswerferin, Weitspringerin und Sprinterin